# Schützengilde Ditzingen
Die Schützengilde (SGi) Ditzingen ist ein Schießsportverein mit Sitz in Ditzingen im Landkreis Ludwigsburg.

## Geschichte
Der Verein wurde am 11. Juni 1955 im Ditzinger Gasthaus zur Sonne unter der Leitung des ersten Oberschützenmeisters Alfred Wieland gegründet und trat am 1. Juli 1955 dem Württembergischen Landesschützenverband bei. Am 19. Juli 1955 wurde er in den Württembergischen Landessportbund aufgenommen. Für den Schießbetrieb wurden zunächst Hof und Saal des Gasthauses zur Sonne genutzt, später das Gasthaus Krone in der Marktstraße und ab 1966 die neu errichtete Schießanlage in der Ditzinger Stadthalle.
Während im Mittelpunkt des Vereinslebens anfangs Luftgewehr- und Kleinkaliber-, später auch Pistolenschießen standen, wurde Anfang der 1970er Jahre auf Initiative des ehemaligen Kreisbogenreferenten Kurt Wittig, der 1970 von Weil der Stadt nach Ditzingen umzog, und des damaligen 1. Schützenmeisters Hans Tewes eine Bogensportabteilung gegründet. In dieser Disziplin errang die Schützengilde bald auch auf Landes- und Bundesebene Erfolge. Mari-Carmen Wettcke war dreimal württembergische Meisterin und wurde 1975 in Schweden Europameisterin im Feldbogenschießen.
Für die Bogenschützen wurde am 22. Juni 1975 an der Höfinger Straße ein eigener Bogenplatz in Betrieb genommen. 1977 folgte dort der Bau des Schützenhauses.
1997 gehörte die SGi Ditzingen zu den Gründungsmitgliedern der 1. Bundesliga Bogenschießen. Wegen der schlechten Trainingsbedingungen in Ditzingen zog der Verein sein Team 2004 aus der Bundesliga zurück. 2017 gelang der Wiederaufstieg in die Erstklassigkeit, er stieg jedoch bereits im folgenden Jahr wieder in die 2. Bundesliga (Gruppe Süd) ab.